# Zeitbestimmung (Recht)
Bei der Zeitbestimmung ist im Zivilrecht die Entstehung oder der Wegfall eines Rechts vom Eintritt eines bestimmten Zeitpunkts oder sicher eintretenden Ereignisses abhängig.

## Allgemeines
Anders als bei der Bedingung sind die Entstehung oder der Wegfall des Rechts gewiss, weil der künftige Zeitpunkt oder das Ereignis feststeht. Gegenstand einer Zeitbestimmung ist ein Termin, also ein bestimmter Zeitpunkt. Dieser kann ein konkretes Kalenderdatum oder ein sicher eintretendes Ereignis in der Zukunft (Geburtstag, Weihnachten) sein.
Der in der Wirtschaft sehr häufig benutzte Begriff Befristung ist ein Synonym. Es ist ebenfalls ein Rechtsbegriff, das aus der Frist gebildet wurde, also einem künftigen Termin während der Vertragslaufzeit, an dem entweder Rechtswirkungen beginnen oder enden sollen. Es handelt sich um eine in einem Rechtsgeschäft enthaltene Bestimmung, die die Rechtswirkung von einem gewissen künftigen Ereignis (etwa dem Erreichen eines Termins) entweder als Anfangs- oder Endtermin abhängig macht.

## Rechtsfragen
In § 163 BGB ist geregelt, dass bei der Vornahme eines Rechtsgeschäfts für dessen Rechtswirkung ein Anfangs- oder Endtermin festgelegt werden kann. Dann sollen nach dieser Bestimmung beim Anfangstermin (lateinisch dies a quo) analog die Regeln über die aufschiebende Bedingung, beim Endtermin (lateinisch dies ad quem) die über die auflösende Bedingung gelten. Für den Eintritt oder Fortfall der Wirkung des befristeten Geschäfts und für den Schutz der Vertragsparteien während des Schwebezustands gelten deshalb die Vorschriften der §§ 158 BGB, § 160 BGB und § 166 BGB. Das hat zur Folge, dass beim Anfangstermin die Rechtswirkung erst mit Eintritt des Anfangstermins beginnt. Wird beispielsweise ein Mietvertrag am 3. Juli geschlossen, aber die Gebrauchsüberlassung der Mieträume und Mietzahlung sollen vertraglich erst zum 1. September stattfinden, so besteht der Mietvertrag zwar wirtschaftlich bereits zum Vertragsabschluss 3. Juli, doch die mietrechtlichen Verpflichtungen beginnen erst am 1. September. Beim Endtermin enden die Rechtswirkungen automatisch zum vorgesehenen Termin, ohne dass es etwa einer Kündigung bedarf.

### Arbeitsrecht
Im Arbeitsrecht gelten zeitlich unbefristete Arbeitsverträge als Regelfall, doch sind auch befristete Arbeitsverträge möglich. Nach § 3 Abs. 1 TzBfG ist ein Arbeitnehmer befristet beschäftigt bei einem auf bestimmte Zeit geschlossenen Arbeitsvertrag. Ein auf bestimmte Zeit geschlossener Arbeitsvertrag (befristeter Arbeitsvertrag) liegt vor, wenn seine Dauer kalendermäßig bestimmt ist (kalendermäßig befristeter Arbeitsvertrag) oder sich aus Art, Zweck oder Beschaffenheit der Arbeitsleistung ergibt (zweckbefristeter Arbeitsvertrag). Tätigkeit und Arbeitszeit können ebenso Gegenstand einer Befristungsabrede sein wie alle Bestandteile des Arbeitsentgelts. Gemäß § 14 TzBfG müssen für die Befristung sachliche Gründe vorliegen wie etwa ein nur vorübergehend bestehender betrieblicher Bedarf an der Arbeitsleistung.

### Verwaltungsrecht
Das Verwaltungsrecht kennt bei Verwaltungsakten nach § 36 Abs. 2 Nr. 1 VwVfG die Möglichkeit einer Nebenbestimmung. Hiernach darf ein Verwaltungsakt mit einer zu einem bestimmten Zeitpunkt beginnenden, endenden oder für einen bestimmten Zeitraum geltenden Vergünstigung oder Belastung eine Befristung enthalten. Diese Erlaubnis ist insbesondere für alle Leistungsbescheide von Bedeutung.

### Befristung
Bei Rechtsgeschäften mit einem Endtermin spricht man auch von einer Befristung. Sie trifft vor allem auf Vertragstypen zu, bei denen weder sofort Zug um Zug zu leisten noch eine endgültige Fälligkeit vereinbart ist, sondern wie bei Dauerschuldverhältnissen eine unbefristete Vertragslaufzeit vorgesehen ist. Von den Dauerschuldverhältnissen kommen vor allem Miet-, Pacht-, Leih-, Arbeits- oder Kreditvertrag und Leasing in Betracht. Dauerschuldverhältnisse gelten von Rechts wegen als unbefristet. Sie gelten so lange, bis eine der Vertragsparteien kündigt. Es gibt aber auch Rechtsverhältnisse, bei denen eine Befristung von vorneherein gesetzlich vorgesehen ist. Hierzu gehören der qualifizierte Zeitmietvertrag (§ 575 Abs. 1 BGB), die Zeitbürgschaft (§ 777 BGB) oder das befristete Arbeitsverhältnis, das als Ausnahmeregelung zum üblichen unbefristeten Arbeitsverhältnis gedacht war. Bankguthaben sind meist unbefristet, eine Ausnahme bilden die befristeten Einlagen. Diesen Rechtsgeschäften ist gemeinsam, dass sie ein ursprünglich unbefristetes Dauerschuldverhältnis darstellen, welches durch einen Endtermin zum Erlöschen gebracht wird, ohne dass eine Kündigung erforderlich ist.
Durch Befristung erreichen die Vertragsparteien eine zeitlich konkrete Bestimmung der Leistungszeit. Ist diese weder bestimmt noch aus den Umständen zu entnehmen, so kann der Gläubiger die Leistung sofort verlangen, der Schuldner muss sie sofort bewirken (§ 271 Abs. 1 BGB). Wenn hingegen eine Leistungszeit vereinbart ist, geht das Gesetz im Regelfall davon aus, dass der Gläubiger die Leistung nicht vor diesem Zeitpunkt verlangen darf, der Schuldner sie aber vorher bewirken kann (§ 271 Abs. 2 BGB). Leistet der Schuldner nicht bis zum Ende der befristeten Leistungszeit, gerät er automatisch durch Fristablauf in Schuldnerverzug.
Der Anfangs- oder Endtermin braucht kein konkretes Datum zu sein, es genügt ein sicher eintretendes Ereignis in der Zukunft. Ein sicheres zukünftiges Ereignis liegt auch dann vor, wenn zwar der konkrete Zeitpunkt des Eintritts des Ereignisses ungewiss ist, aber Gewissheit über dessen Eintritt besteht. Im zitierten Fall ging es um die Kündigung von Mietverträgen, die wirksam werden solle, sobald der Mieter andere Geschäftsräume beziehen könne. Dem BGH zufolge bestehe hier Gewissheit, dass der Mieter andere Räume finde; ungewiss sei lediglich, wann es zum Eintritt dieses Ereignisses komme. Die Wirksamkeit der Kündigung sei nicht von einem zukünftigen ungewissen Ereignis, sondern von einem gewissen, allerdings zeitlich noch unbestimmten Ereignis abhängig.

## Einzelne Rechtsgeschäfte
Das Gesetz schreibt bei bestimmten Rechtsgeschäften vor, dass diese nur unter Einhaltung bestimmter Fristen vorgenommen werden können. Das gilt vor allem für die Kündigung von Dauerschuldverhältnissen (wie Leihe, Miete, Pacht, Kredit- oder Leasingvertrag), weil sich der Adressat der Kündigung auf die Änderung der Rechtslage einstellen soll. Deshalb ordnet das Gesetz bestimmte Mindestfristen (Kündigungsfristen) an, die zwischen dem Zugang der Kündigung und dem Eintritt ihrer Rechtswirkungen liegen müssen (etwa Kündigung von Mietverträgen: § 573c BGB, Kündigungsfristen im Arbeitsrecht: § 621 BGB, § 622 BGB). Die Auflassung darf gemäß § 925 Abs. 2 BGB nicht unter einer Befristung erfolgen, die Ehe wird gemäß § 1353 Abs. 1 BGB auf Lebenszeit geschlossen und ist somit einer Befristung nicht zugänglich (siehe auch § 1311 BGB).
Auch § 542 Abs. 1 BGB geht allgemein von einem unbefristeten Mietverhältnis aus und räumt den Vertragsparteien zwecks Beendigung ein gesetzliches Kündigungsrecht ein. Ein befristetes Mietverhältnis endet nach § 542 Abs. 2 BGB mit Zeitablauf. Während der Laufzeit befristeter Mietverträge ist die ordentliche Kündigung ausgeschlossen, nur die außerordentliche Kündigung ist zulässig. Bei Kreditarten ohne regelmäßige Tilgungsvereinbarungen (Kontokorrentkredit, Dispositionskredit, Effektenlombardkredit, Avalkredit) handelt es sich ebenfalls meist um zeitlich unbefristete Rechtsverhältnisse („bis auf weiteres“), alle übrigen Kreditarten sind tilgungsbedingt befristet. Leasingverträge sind im Regelfall befristet, können jedoch – in Abhängigkeit zum Abnutzungsverlauf des Leasingobjektes – auch unbefristet vereinbart werden.

## Bedeutung
Befristungen schaffen für die Vertragspartner Planungssicherheit, denn vor Fristablauf können sie ihre künftigen Dispositionen (Prolongation, Wechsel des Vertragspartners – Stromanbieterwechsel – oder Vertragsbeendigung) treffen und brauchen nicht – wie bei unbefristeten Verträgen – zu kündigen. Das Vertragsende tritt automatisch durch Fristablauf ein, mit dem bei den meisten Verträgen Veränderungen von Vermögen oder Schulden verbunden sind.